# Ida Álvares
Ana Margarida Vieira Álvares (São Paulo, 22 de janeiro de 1965) é uma ex-voleibolista indoor brasileira  que conquistou títulos em todas as categorias pela Seleção Brasileira na posição de Central e também fazia passagens  como oposto. Participou da geração que obteve resultados significativos para a modalidade feminina. Em seu currículo destacam-se a medalha de prata no Campeonato Sul-Americano Infanto-Juvenil de 1980 no  Brasil,  uma medalha de prata e outra de ouro no Campeonato Sul-Americano Juvenil . nos anos de 1982 e 1984, na Argentina e Peru, respectivamente, sendo também nesta categoria semifinalista no Mundial de 1985 na Itália. Pela seleção principal  disputou três edições do Campeonato Mundial, nos anos de 1986, 1990 e 1994, neste último conquistou a inédita medalha de prata no Brasil; além de ser medalhista de prata nos Jogos Pan-Americanos de 1991 em Cuba, e possuir duas medalhas de ouro e três de prata em Campeonatos Sul-Americanos, medalhista em das edições do Grand Prix, alcançou a medalha de prata na Copa do Mundo de 1995 no Japão e  a inédita medalha de bronze nos Jogos Olímpicos de Verão  de Atlanta 1996, assim como o mesmo resultado na Copa dos Campeões de 1997 no Japão.Em clubes é tricampeã do Campeonato Sul-Americano de Clubes nos anos de 1989, 190 e 1991, além de ser bicampeã do Campeonato Mundial de Clubes nos anos de 1991 e 1994.
Foi capa da revista masculina Playboy na edição brasileira de número 254 em setembro de 1996.

## Carreira
Ida começou a jogar vôlei na escolinha do C.A.Paulistano aos 10 de idade, onde também pratica suas irmãs, se inspirou no ex-voleibolista Antônio Carlos Moreno. Foi convocada pela primeira vez para Seleção Brasileira em 1980 quando por esta disputou o Campeonato Sul-Americano Infanto-Juvenil em São Paulo e obteve o vice-campeonato nesta edição.
Ingressou no time adulto do Paulistano em 1981 conquistando o título do Campeonato Paulista deste ano, ano que integrou também a seleção principal.No ano seguinte alcança por esse mesmo clube o bicampeonato do Campeonato Paulista e seu primeiro título do Campeonato Brasileiro de 1982, nomenclatura predecessora à Superliga Brasileira A.[carece de fontes?] Ainda nesse ano disputou pela Seleção Brasileira a edição do Campeonato Sul-Americano Juvenil em Santa Fé  e novamente fica com a medalha de prata.
Pelo Paulistano  conquistou o tricampeonato no Campeonato Paulista de 1983 e na jornada seguinte foi contratada peloFlamengo/Limão Brahma, cujo técnico era Radamés Lattari, clube pelo qual sagrou-se- campeã do Campeonato Carioca de 1984.[carece de fontes?] Ainda 1984 voltou  servir a Seleção Brasileira no Campeonato Sul-Americano Juvenil, sediado em Iquitos, desta vez obteve sua primeira medalha de ouro a nível continental.
Participou pela primeira de uma edição dos Jogos Olímpicos de Verão em 1984, evento realizado em Los Angeles, quando alcançou o sétimo lugar. No seguinte ano defendeu as cores do Lufkin/Sorocaba, período que atuou na Seleção Brasileira em preparação ao Campeonato Mundial Juvenil, quando convocada pelo técnico Marco Aurélio Motta, este era o técnico da categoria juvenil, e esta base foi enviada para disputar o  Campeonato Sul-Americano Adulto de Caracas e vestindo a camisa #4 conquista ou o vice-campeonato. Em seguida, no Campeonato Mundial Juvenil,cuja sede foi em Milão, foi semifinalista, encerrando na quarta posição, e meses depois fez parte também da seleção principal na Copa do Mundo  no Japão cuja campanha resultou no sexto lugar da equipe.
Em 1986 representou a seleção principal no Campeonato Mundial em Praga e nesta edição encerrou no quinto lugar.Atuou pela  Transbrasil/Pinheiros  na temporada 1986-87 cujo técnico era o saudoso Inaldo Manta e obteve o pentacampeonato paulista nos anos de 1986 e 1987.[carece de fontes?]
Foi casada com  Deraldo Wanderley, ex-voleibolista  e pai de sua primeira filha Ághata nascida na jornada 1987-88 ficando de fora da Olimpíada de Seul. A partir de 1988 fez parte do elenco da Sadia, sagrando-se octacampeã paulista nos anos de 1988, 1989 e 1990,[carece de fontes?] tricampeã da Liga Nacional nas temporadas 1988-89, 1989-90 e 1990-91.
Serviu a Seleção Brasileira na conquista do vice-campeonato no Campeonato Sul-Americano de 1989 disputado em Curitiba-Brasil. Pela Sadia também conquistou o tricampeonato nas edições do Campeonato Sul-Americano de Clubes nos anos de 1989, 1990 e 1991, cujas sedes foram  em Santiago, Buenos Aires e Ribeirão Preto e o  título do I Campeonato Mundial de Clubes de 1991, realizado em São Paulo-Brasil, ocasião que foi eleita a Melhor Jogadora da edição.
No ano de 1990 conquistou o bronze no Jogos da Amizade (Goodwill Games) sediado em Seatle em preparação a edição do Campeonato Mundial de 1990 em Pequim, quando encerrou pela seleção na sétima posição.
Ainda pela seleção principal conquistou o vice-campeonato da Copa Internacional de Hong Kong em 1991, mesmo resultado obtido na edição dos Jogos Pan-Americanos de 1991 em Havana e alcançou neste mesmo ano o título do Campeonato Sul-Americano  disputado em Osasco e oitava colocação na Copa do Mundo realizada no Japão, e nesse ano  foi atleta do Botafogo F.R.[carece de fontes?]
Foi convocada para representar a Seleção Brasileira nos Jogos Olímpicos de 1992 em Barcelona-Espanha, participando do melhor resultado até então neste evento da modalidade feminina, alcançando o honroso quarto lugar. Por duas temporadas atuou pelo Translitoral/Guarujá , na segunda jornada este clube utilizou a alcunha do BCN/Guarujá e obteve o vice-campeonato paulista em 1993,[carece de fontes?] mesmo resultado obtido na Liga Nacional 1993-94.
Já em 1993 fez parte da seleção principal na conquista da medalha de prata no  Campeonato Sul-Americano sediado em Cuzco-Peru. Na temporada seguinte pela seleção alcançou o título do Torneio Internacional de Bremen (Beck´s Cup)  e da BCV Cup em  Montreux, competição que mais tarde chamaria Montreux Volley Masters e sagrou-se campeã também do Grand Prix de 1994  em Xangai, derrotando na final a forte equipe cubana e ainda pela seleção conquistou a inédita medalha de prata no Campeonato Mundial realizado em São Paulo-Brasil. e foi vice-campeã do World Top Four (Super Four) realizado em Osaka
Nas competições de 1994-95 atuou no voleibol japonês pelo Ito- Yokado Priaulx[carece de fontes?] e foi emprestada para o Leite Moça/Sorocaba  no Campeonato Mundial de Clubes de 1994 disputado em São Paulo, conquistando o bicampeonato.
Pelo Ito-Yokado Priaulx encerrou na quarta posição na Liga A Japonesa 1994-95.O técnico Bernardo Rezende a convoca para seleção novamente e conquistou a medalha de ouro no Campeonato Sul-Americano de 1995 em Porto Alegre, no mesmo ano foi vice-campeã do Grand Prix  em Xangai, e alcançou a inédita medalha de prata na Copa do Mundo do Japão.
Foi repatriada pelo BCN/Guarujá[carece de fontes?] e foi vice-campeã da Superliga Brasileira A.Na temporada de 1996 pela Seleção Brasileira alcançou o vice-campeonato da BCV Cup e a inédita medalha de bronze na sua terceira participação olímpica, ocorrida nos Jogos Olímpicos de Verão de Atlanta de 1996, a primeira medalha da modalidade feminina da história do vôlei brasileiro, após derrota  na semifinal contra as rivais cubanas, Ida participou na disputa da medalha de bronze.
Após os Jogos Olímpicos de Atlanta ela inicia sua carreira no Vôlei de Praia ao lado de Kika em etapas do Circuito Brasileiro banco do Brasil, cujo melhor resultado da dupla foi um nono lugar em uma das etapas e um fato importante marcou sua vida,  nas bancas de revistas e jornais estava ela estampada  como capa da  Revista Playboy de setembro, edição de número 254, aceitando posar nua após a revista ter convites negados das também voleibolistas Vera Mossa e Fernanda Venturini. As fotos foram feitas antes da Olimpíada e Ida consultou  o então técnico da seleção Bernardinho, alegando que estava sem clube e precisava do dinheiro naquela situação e ele não se opôs, mas orientou para as fotos serem publicadas após os Jogos Olímpicos, o que de fato ocorreu, não estava mais na equipe no Grand Prix de 1996, época de tal publicação.
Depois formou dupla com Gerusa da Costa com quem obteve como melhor resultado um quarto lugar em uma das etapas que disputaram; sua jornada durou seis mês e nesta modalidade e com esta atleta ela disputou uma etapa do Circuito Mundial, precisamente nos Abertos de Melbourne na Austrália, encerrando na décima sétima posição.
Ainda representou a Seleção Brasileira na Copa dos Campeões de 1997 no Japão, quando conquistou o bronze. Após deixar a praia foi contratada pelo Mappin/Pinheiros  onde alcançou o bronze no Campeonato Paulista de 1997[carece de fontes?] e a má campanha e  por problemas internos na equipe ela e Vera Mossa foram dispensadas durante a Superliga Brasileira A 1997-98; por esta razão reforçou nesta temporada  o clube italiano Magna Carta Roma por intermédio de Ana Paula de Tassis, e nesta edição da Liga A1 Italiana  sua equipe foi eliminada nas quartas de final e nas oitavas de final pela Copa A1 Itália.
Nas competições do calendário esportivo de 1998-99 foi repatriada pelo Uniban/São Bernardo, quando obteve  o bronze no Campeonato Paulista de 1998 , além de conquistar o título da  Superliga Brasileira A referente a esse período, sob o comando do técnico William Carvalho, este foi no total seu pentacampeonato nacional.
Sofreu um acidente na Espanha no período de 1999-00, ficando inativa após fraturar ossos do rosto e perna, além de dentes, isso após acidente com uma scooter, tenho uma recuperação demorada após procedimentos cirúrgicos realizados no Brasil.Retornou as quadras pelo Vasco da Gama nas competições de 2000-01, sagrou-se bicampeã carioca em 2000, e conquistou o vice-campeonato na Superliga Brasileira A 2000-01.
Na temporada 2001-02 retoma a carreira no vôlei de praia, quando  formou dupla com Adriana Bento cujo técnico foi Domingos Maracanã, depois jogou ao lado de  Jacqueline Silva e  com esta jogadora alcançou a décima sétima colocação nos Abertos de Fortaleza, etapa válida pelo Circuito Mundial e também jogou com Renata.Ida participou de mais de 300 jogos pela Seleção Brasileira e sua aposentadoria como atleta ocorreu em 2002.
Protagonizou na mídia  e redes sociais a questão a difícil readaptação de atletas de alto nível após aposentadoria ao mercado de trabalho e declarou que aos 15 anos na preparação para do Campeonato Mundial das categorias de base, treinava de forma negligente para ser cortada da equipe, pois, tinha começado namorar  e não queria renunciar sua vida fora das quadras, entre as questões levantadas esta  consta nos pontos positivos e negativos da carreira de atleta  e passou a dar aula de voleibol no Esporte Clube Pinheiros as categorias de base com um registro provisório do Conselho Regional de Educação Física, para apenas esta finalidade  e buscou uma bolsa na  Universidade Paulista (Unip) onde cursava o primeiro ano da graduação em Educação Física para ampliar seu mercado de trabalho, e lhe foi negado, mesmo ela tendo representado o por cinco anos o Colégio Objetivo (Unip).
Em 2013 passou a residir em Maceió para aproximar sua segunda filha Carolina, apresentada por ela como produção independente, a sua primogênita que  residia nesta cidade com o pai.Ida atuou com técnica da Seleção Alagoana Juvenil, e sua filha Ághata fazia parte na época.No ano de 2014  foi homenageada pela Nestlé juntamente com  mais doze atletas que conquistaram há 20 anos a inédita medalha de ouro no Campeonato Mundial de Clubes de 1994.
Em 2021, residindo em Portugal, ficou conhecida como uma das principais incentivadoras e quem ajudava expandir o Tênis de praia (Beach Tennis), modalidade que conheceu uns 12 anos antes em São Paulo, também competidora

## Clubes
| Clube                 | País   | De   | Até  |
| --------------------- | ------ | ---- | ---- |
| Paulistano            | Brasil | 1981 | 1983 |
| C.R. Flamengo         | Brasil | 1983 | 1984 |
| Lufkin/Sorocaba       | Brasil | 1984 | 1985 |
| Transbrasil/Pinheiros | Brasil | 1985 | 1987 |
| Sadia EC              | Brasil | 1988 | 1991 |
| Botafogo              | Brasil | 1991 | 1992 |
| Translitoral/Guarujá  | Brasil | 1992 | 1993 |
| BCN/Guarujá           | Brasil | 1993 | 1994 |
| Leite Moça            | Brasil | 1993 | 1994 |
| Ito-Yokado Priaulx    | Japão  | 1994 | 1995 |
| BCN/Guarujá           | Brasil | 1995 | 1996 |
| Mappin/Pinheiros      | Brasil | 1997 | 1998 |
| Magna Carta Roma      | Itália | 1997 | 1998 |
| Uniban/São Bernardo   | Brasil | 1998 | 1999 |
| C.R. Vasco da Gama    | Brasil | 2000 | 2001 |

## Títulos e resultados
- Jogos Olímpicos de Verão:1992[30]
- Campeonato Mundial Juvenil :1985[12]
- Copa Hong Kong:1991[6]
- Beck´s Cup:1994[5]
- Campeonato Brasileiro:1982[18]
- Liga Nacional:1988-89, 1989-90, 1990-91[18] e1998-99[43][61]
- Liga Nacional:1993-94[18]
- Superliga Brasileira A:1995-96 e 2000-01[18][43]
- Liga A Japonesa:1994-95
- Campeonato Carioca:1984[carece de fontes?] e 2000[63]
- Campeonato Paulista:1981, 1982, 1983, 1986, 1987, 1988, 1989 e 1990[carece de fontes?]
- Campeonato Paulista:1993[carece de fontes?]
- Campeonato Paulista:1997[carece de fontes?] e 1998[61]
- Circuito Brasileiro Banco do  Brasil:1996-97[54]

## Premiações individuais
- MVP  do Campeonato Mundial de Clubes  de 1991[carece de fontes?]